# Château de Villiers-Charlemagne
Pour les articles homonymes, voir Château de Villiers et Villiers.
Le château de Villiers-Charlemagne est un château français situé à Villiers-Charlemagne, dans le département de la Mayenne et la région des Pays de la Loire.  

## Histoire

### Féodalité
En féodalité, Villiers, à simple vairie, mouvait de Franc-Alleu qui avait haute, moyenne et basse justice. 
Mais en 1505 Franc-Alleu fut acquis et consolidé à Villiers et le tout releva de Meslay. Puis en 1542, Guy XVII de Laval, Comte de Laval érigea Villiers en une châtellenie qui reporta ses causes d'appel à Angers (3 juillet 1630), puis au présidial de Château-Gontier en 1639. 
Mais en 1671, Henri Ier de La Trémoille, Comte de Laval  obtint les appels contre le présidial de Château-Gontier et de nouveau contre celui d'Angers, le 9 août 1689 ; enfin une sentence du parlement du 4 février 1756, donna encore gain de cause aux officiers de Laval pour le droit d'apposition de scellés dans l'étendue de la juridiction de Villiers ; mais ils cherchèrent en vain à faire réformer comme illégale la concession de châtellenie de 1522, et les foires et marchés qui en étaient la conséquence.
Il y avait à Villiers des notaires royaux de Saint-Laurent-des-Mortiers et du Bourgnouvel, et des notaires de la châtellenie.

### Château
Le château, où demeurait en 1639, 1655, Marguerite du Bouchet, avait « douves, fossés, jardin, bois de haute futaye, taillis, estang, prés, terres, vignes, hommes, hommages, four à ban, juridiction ordinaire, foires et marchés, fondation de l'église de Villiers ; et comme domaine : les Grandes-Échelettes, les Plantes, la Bouvardière, les moulins de la Fosse et de la Rongère. » La seigneurie de Saint-Germain-de-l'Hommel et des Étoubles avait été arrentée au sieur du Brossay (avant 1653). 
À l'occasion des deux contrats d'acquisition d'Hyacinthe de Quatrebarbes, marquis de Quatrebarbes (2 décembre 1675 et 14 août 1680), qui furent annulés, il y eut une montrée de la terre.
La maison dite le château, a perdu plusieurs de ses tours vers 1850 ; mais elle en garde encore quelques vestiges. 
Joachim du Bouchet y avait établi un prêche, où venaient officier Jean Caladon en 1577, Jean Bouchereau, ministre de Poligné, en 1633.

## Sources et bibliographie
- « Château de Villiers-Charlemagne », dans Alphonse-Victor Angot et Ferdinand Gaugain, Dictionnaire historique, topographique et biographique de la Mayenne, Laval, A. Goupil, 1900-1910 [détail des éditions] (BNF 34106789, présentation en ligne)